# Гігрофіти

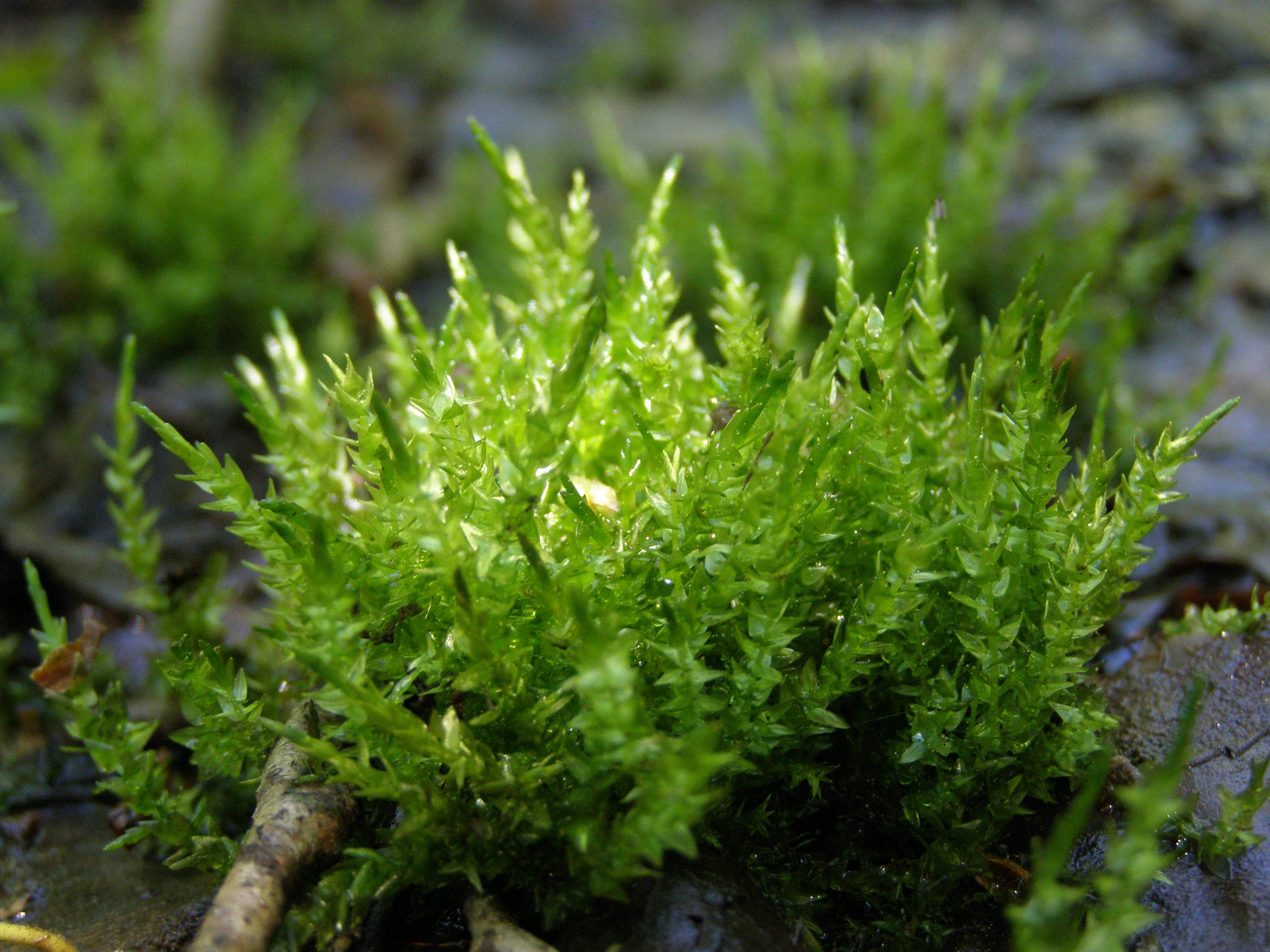
Гігрофіт в заказнику Сукачове

Гігрофіти (від грец. υγρός — вологий і φυτόν — рослина) — рослини вологих місць, які віддають перевагу вологим умовам зовнішнього середовища. 
На відміну від ксерофітів, у гігрофітів немає пристосувань, що обмежують витрачання води. Для них характерна висока кутикулярна транспірація. Стебла довгі, механічні тканини майже не розвинені; коренева система слабка, тому навіть незначна нестача води викликає у них в'янення. Гігрофіти — трав'янисті рослини вологих тропічних лісів, а також болотні рослини (гелофіти).
Гігрофіти – це наземні рослини, які живуть в умовах підвищеної вологості повітря або на досить вологих ґрунтах. Серед них розрізняють тіньові і світлові гігрофіти. 
Тіньові – це рослини нижніх ярусів сирих лісів у різних кліматичних зонах. До них належать будяк городній, розрив-трава, цірцея альпійська, тропічні трави. Через високу вологість повітря в них утруднена транспірація, тому для поліпшення водного обміну на листках розвиваються гідатоди – водяні продихи, які виділяють краплиннорідку воду. Листки цих рослин часто тонкі, з тіньовою структурою, зі слабо розвиненою кутикулою, вміщають багато вільної і малозв’язаної води. З настанням нетривалої і несильної посухи у тканинах створюється негативний водний баланс, рослини в’януть і можуть загинути.
Світлові гігрофіти – це види відкритих місцевостей помірної смуги, які ростуть на постійно вологих ґрунтах і у вологому повітрі – рис, підмаренник, росичка, папірус…

## Гелофіти
Гелофіти (від дав.-гр. ἕλος (helos) — болото, φυτόν — рослина) — болотні рослини, підтип криптофітів, бруньки відновлення яких знаходяться в ґрунті під водою; життєва форма рослин в системі Раункієра.